# Joseph Maximos Fahmé
Joseph Maximos Fahmé (né le 4 avril 1924 à Alep et mort le 27 mars 2025 à Paris) est un prêtre de l’Église melkite catholique ainsi qu’un chantre syro-français.

## Biographie
Né à Alep, il est envoyé à l'âge de 12 ans à Jérusalem pour suivre le séminaire Sainte-Anne. Il y reçoit son éducation religieuse et musicale initiale, en se familiarisant notamment avec la musique liturgique byzantine. Il poursuit ses études au grand séminaire et chante régulièrement à l’église du Saint-Sépulcre, influencé par deux grands chantres : Papadopoulos (Constantinople) et Evlambios (Athènes), qu’il imite avant de développer son propre style.
En 1949, il retourne à Alep, est ordonné prêtre sous le nom de Maximos le 29 juin, et devient directeur de l’école Saint-Nicolas. En 1955, il part à Paris pour étudier les sciences religieuses à l’Institut catholique, puis revient à Alep en 1958 pour diriger une chorale byzantine mixte de 50 personnes jusqu’en 1965.
Cette année-là, il retourne à Paris pour terminer ses études supérieures. Il y devient chantre (πρωτοψάλτης) et chef de chœur à l'Église Saint-Julien-le-Pauvre de Paris, l'une des plus anciennes églises de Paris, située près de Notre-Dame.
Il travaille également comme animateur à Radio Monte Carlo sous le pseudonyme Nabil Youssef, avant de s’installer définitivement à Paris.
Il reçoit le titre d’archimandrite en reconnaissance de son œuvre.

## Décès
Il meurt le 27 mars 2025 à Paris, à l’âge de 100 ans. Abdallah Naaman lui consacre une notice dans son ouvrage "Les Orientaux de France du 1er au XXIe siècle", Ellipses, Paris, 2019.

## Discographie musicale
Son style de chant se distingue par une profonde spiritualité. Ses interprétations attirent chaque semaine un large public, croyant ou non, touché par la beauté et l’harmonie de sa musique.
| Titre                                                     | Label           | Année de publication | Années d’enregistrement | Remarques                                                                                        |
| --------------------------------------------------------- | --------------- | -------------------- | ----------------------- | ------------------------------------------------------------------------------------------------ |
| Hymnes byzantines d'Orient: anthologie                    | Psalmus PSAL001 | ©2008                | ℗2003–2007              | Sélection "coup de coeur" par La Revue du Son, octobre 2008, premier disque de la maison Psalmus |
| Odes byzantines à la mère de Dieu: chant de la paraclisis | Psalmus LIT 002 | ©2010                | ℗2010                   |                                                                                                  |
| Hymne acathiste: tradition syrienne                       | Psalmus LIT 003 | ©2014                | ℗2011                   |                                                                                                  |
| Alep éternelle: Chant byzantin de Syrie                   | Psalmus PSAL026 | ©2017                | ℗2007–2010              |                                                                                                  |

## Sources
- http://analogion.com/site/html/MaximosFahme.html
- http://www.egeo-apmh.org/artistes-c6.html « Biographie », 20141102000953 (archivé sur Internet Archive)
- http://www.psalmus.fr/fiche_artiste.cfm?id=11 « Biographie », 20141101224620 (archivé sur Internet Archive)